# الیسا نیکول پالت
الیسا نیکول پالت (انگلیسی: Alyssa Nicole Pallett؛ زادهٔ ۸ دسامبر ۱۹۸۵) هنرپیشه، و مدل اهل کانادا است.